# Санна (коммуна)
Санна́ (фр. Sannat) — коммуна во Франции, находится в регионе Лимузен. Департамент коммуны — Крёз. Входит в состав кантона Эво-ле-Бен. Округ коммуны — Обюссон.
Код INSEE коммуны — 23167.

## Население
Население коммуны на 2010 год составляло 389 человек.
| 1962 | 1968 | 1975 | 1982 | 1990 | 1999 | 2010 |
| ---- | ---- | ---- | ---- | ---- | ---- | ---- |
| 708  | 627  | 571  | 481  | 432  | 370  | 389  |

## Экономика
В 2010 году среди 213 человек трудоспособного возраста (15—64 лет) 153 были экономически активными, 60 — неактивными (показатель активности — 71,8 %, в 1999 году было 61,6 %). Из 153 активных жителей работали 135 человек (75 мужчин и 60 женщин), безработных было 18 (7 мужчин и 11 женщин). Среди 60 неактивных 7 человек были учениками или студентами, 32 — пенсионерами, 21 были неактивными по другим причинам.